# Schwerfigurenendspiel
Das Schwerfigurenendspiel im Schach ist geprägt vom Fehlen der Leichtfiguren in der Endphase einer Schachpartie. Die Endspiele, in denen entweder nur Türme oder nur Damen vorkommen, werden als Turmendspiele beziehungsweise Damenendspiele bezeichnet. Eigenständige Bedeutung kommt den „gemischten“ Schwerfigurenendspielen zu, also insbesondere den Endspielen Dame gegen Turm, Dame gegen zwei Türme und weiteren Endspielen mit mehreren Schwerfiguren, die Dame und Turm einschließen.
In Schwerfigurenendspielen ist das Zugrecht ein sehr großer Vorteil. Das gilt besonders dann, wenn die Könige ungenügend gesichert sind, denn die große Kampfkraft und die Beweglichkeit der Schwerfiguren erlaubt oftmals Kombinationen, die mit einem Matt abschließen.

## Dame gegen Turm

### Ohne Bauern
|   | a | b | c | d | e | f | g | h |   |
| 8 |   |   |   |   |   |   |   |   | 8 |
| 7 |   |   |   |   |   |   |   |   | 7 |
| 6 |   |   |   |   |   |   |   |   | 6 |
| 5 |   |   |   |   |   |   |   |   | 5 |
| 4 |   |   |   |   |   |   |   |   | 4 |
| 3 |   |   |   |   |   |   |   |   | 3 |
| 2 |   |   |   |   |   |   |   |   | 2 |
| 1 |   |   |   |   |   |   |   |   | 1 |
|   | a | b | c | d | e | f | g | h |   |

Die Dame gewinnt in der Regel gegen den Turm. Eine Faustregel besagt, dass der Turm stets in der Nähe seines Königs bleiben soll, damit er nicht durch Gabel oder Spieß verloren geht. Es gibt jedoch Situationen, in denen sich der Turm vom König entfernen kann und der Turmgewinn schwer zu berechnen ist. So gab es in der Geschichte des Computerschachs Experimente, in denen selbst ein Großmeister gegen ein Schachprogramm den Gewinn nicht innerhalb der erforderlichen 50 Züge realisieren konnte.
Allerdings gibt es eine (kleine) Klasse von Stellungen, in denen der Turm gegen die Dame Remis hält. Einige von ihnen sind bereits seit Jahrhunderten bekannt. All diese Stellungen sind ausnahmslos mit dem Pattmotiv verbunden.
Im Diagramm gibt der Turm andauernd auf einem schwarz markierten Feld Schach bzw. fesselt die Dame. Das führt zu Dauerschach, Damenverlust oder Patt. Strebt der schwarze König nach f8, so muss der Turm Schach auf der 7. bzw. 8. Reihe bieten, sobald der schwarze König auf e7 oder e8 steht! Fatal wäre Te1+? Kf8! und Weiß kann aufgeben.
Marc Bourzutschky wies 2004 nach, dass das Endspiel Dame gegen Turm auf Schachbrettern bis zu 15 × 15 Feldern normalerweise gewonnen ist. Auf größeren Brettern ist bei bestem Spiel aus vielen Stellungen eine Verteidigung möglich.
|   | a | b | c | d | e | f | g | h |   |
| 8 |   |   |   |   |   |   |   |   | 8 |
| 7 |   |   |   |   |   |   |   |   | 7 |
| 6 |   |   |   |   |   |   |   |   | 6 |
| 5 |   |   |   |   |   |   |   |   | 5 |
| 4 |   |   |   |   |   |   |   |   | 4 |
| 3 |   |   |   |   |   |   |   |   | 3 |
| 2 |   |   |   |   |   |   |   |   | 2 |
| 1 |   |   |   |   |   |   |   |   | 1 |
|   | a | b | c | d | e | f | g | h |   |

### Mit Bauern
Das Endspiel ist in der Regel für die Damenpartei gewonnen, falls die Turmpartei keinen vom Turm unterstützten vorgerückten Freibauern hat und keine Festung aufbauen kann.

## Dame gegen zwei Türme

### Ohne Bauern
Gewöhnlich endet dieses Endspiel mit einem Remis. In seltenen Fällen geht eine Figur verloren und die Partie wird doch entschieden. Ein Beispiel dazu ist die Studie von Josef Kling.

### Mit Bauern
Da die Dame nahezu gleichwertig zu den beiden Türmen ist, gibt es je nach Stellung Gewinnchancen für jede Seite. Die umfangreichste Untersuchung zu diesem Thema wurde vom Autorentrio Jürgen Federau, Andreas Bachmann und Rainer Seidel geführt.

## Dame und Turm gegen Dame
In einem bauernlosen Endspiel hat die materiell schwächere Partei teilweise Remischancen. Jedoch muss sie bei schwacher Königsstellung darauf achten, dass die stärkere Partei keinen Damentausch erzwingt und mit dem übriggebliebenen Turm mattsetzt.

## Dame und Turm gegen Dame und Turm
Das bauernlose Endspiel ist mit Hilfe von Computern vollständig analysiert worden. Bei perfektem Spiel von beiden Seiten sind 83 Prozent aller möglichen Stellungen für eine Seite gewonnen. In vielen Stellungen kann dabei der Gewinnende einen Mattangriff starten oder eine der gegnerischen Figuren erobern. In der Praxis tritt das Endspiel jedoch normalerweise mit Bauern auf, wodurch sich die taktischen Möglichkeiten verringern können.
Bei Endspielen mit vier „gemischten“ Schwerfiguren und Bauern, die in der Endspieltheorie nur am Rande angesprochen werden, kommt es meist irgendwann zu einem Abtausch. Dieser Übergang zu einem Damen- oder Turmendspiel muss genau abgeschätzt werden.